# Tarchia
Tarchia là một chi khủng long, được Maryanska mô tả khoa học năm 1977.
Phần cuối đuôi của Tarchia có hình dáng như một chiếc chùy và có thể nặng đến hàng chục kilogam.